# Archidiocèse de Saint-Paul et Minneapolis
L'archidiocèse de Saint Paul et Minneapolis (Archidioecesis Paulopolitana et Minneapolitana) est un territoire ecclésiastique de l'Église catholique romaine aux États-Unis. Son archevêque siège à l'église-mère de l'archidiocèse, la cathédrale Saint-Paul de la ville de Saint Paul (Minnesota), ainsi qu'à sa co-cathédrale, la basilique Sainte-Marie de Minneapolis. 

## Territoire
L'archidiocèse englobe les comtés d'Anoka, Carver, Chisago, Dakota, Goodhue, Hennepin, Le Sueur, Ramsey, Rice, Scott, Washington et Wright, soit un territoire de 14 488 km², comprenant 186 paroisses.

## Histoire
Le diocèse de Saint Paul a été érigé le 19 juillet 1850, recevant son territoire des diocèses de Dubuque et de Milwaukee (aujourd'hui archidiocèses).
Il est suffragant à l'origine de l'archidiocèse de Saint Louis, puis entre, le 12 février 1875, dans la province ecclésiastique de Milwaukee, cédant ce même jour une portion de son territoire à l'avantage du nouveau vicariat apostolique du Minnesota septentrional (aujourd'hui Saint Cloud (en)). Il cède une autre portion de territoire pour le nouveau vicariat apostolique du Dakota (aujourd'hui diocèse de Sioux Falls), le 12 août 1879.
Il est élevé au rang d'archidiocèse, le 4 mai 1888. Il cède ensuite à plusieurs reprises des portions de territoires pour de nouveaux diocèses :
- 26 novembre 1889 : diocèse de Winona
- 31 décembre 1909 : diocèse de Crookston (en)
- 18 novembre 1957 : diocèse de New Ulm

Il reçoit son nom actuel, le 1er juillet 1966.

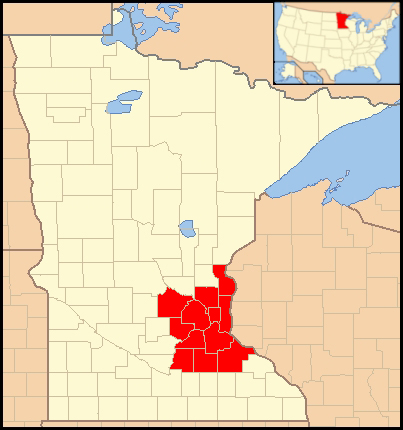
Emplacement de l'archidiocèse.
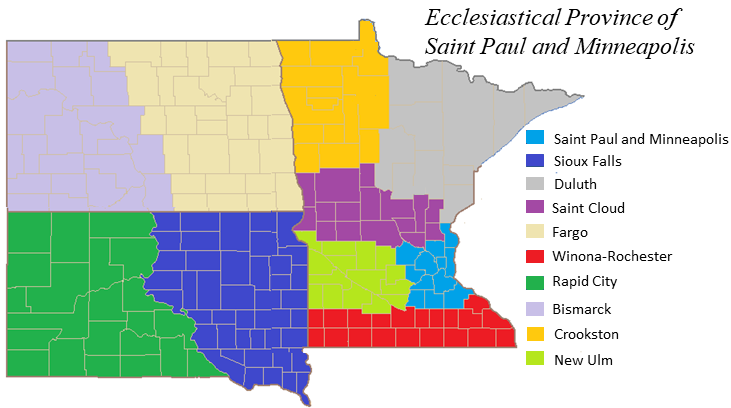
Province ecclésiastique de Saint-Paul et Minneapolis.

## Statistiques
En 2004, l'archidiocèse comptait 730 989 baptisés catholiques sur une population totale de 2 949 643 personnes.
- Nombre de prêtres en 1966 : 639 (dont 178 réguliers)
- Nombre de prêtres en 1999 : 500 (dont 155 réguliers)
- Nombre de prêtres en 2004 : 475 (dont 128 réguliers)
- Nombre de diacres permanents en 2004 : 195
- Nombre de religieuses en 1966 : 2 347
- Nombre de religieuses en 1999 : 1 090
- Nombre de religieuses en 2004 :   991

## Source
- (it) Cet article est partiellement ou en totalité issu de l’article de Wikipédia en italien intitulé « Arcidiocesi di Saint Paul e Minneapolis » (voir la liste des auteurs).